# Элиав, Яаков
Яаков Элиав (Левштейн; 5 сентября 1917, Лисичанск, Россия — 25 февраля 1985) — деятель ревизионистского сионизма, один из лидеров еврейских подпольных организаций «ЭЦЕЛ» и «ЛЕХИ» в подмандатной Палестине, а позже израильский военный деятель и бизнесмен.

## Биография
Родился в 1917 году в Лисичанске (Харьковская губерния) в семье Иерахмиэля и Батьи Левштейн. В 1925 году, в возрасте семи лет, иммигрировал с родителями в подмандатную Палестину, где семья осела в Тель-Авиве. Учился в начальной школе имени Ахад-ха-Ама, а затем в ивритской гимназии «Герцлия».
В 1929 году Левштейны стали свидетелями еврейских погромов, устроенных арабским населением Палестины в еврейских населённых пунктах. Когда Якову было 14 лет, он вместе с родителями участвовал в демонстрации, направленной против заместителя министра по делам колоний Шилза, в ходе которой британская полиция до крови избивала демонстрантов прикладами и плетьми. Эти события повлияли на его политическую позицию, и в 15 лет он присоединился к молодёжному движению «Ха-Ноар ха-леуми», ассоциированному с организацией «Бейтар».
В дальнейшем Левштейн присоединился к недавно созданной подпольной организации «ЭЦЕЛ» и по окончании гимназии в 1936 году был направлен на её командные курсы, во главе которых стоял Давид Разиэль. Когда в том же году в Палестине началось очередное арабское восстание и возобновились массовые нападения на евреев, члены «ЭЦЕЛа» приняли решение не присоединяться к политике сдержанности, провозглашённой руководством еврейского ишува. «ЭЦЕЛ» начал вооружённые действия против арабов, и в 1938 году Яаков Элиав уже возглавлял боевую деятельность организации в Иерусалиме. Боевики «ЭЦЕЛа» совершали в это время покушения на командиров арабских отрядов, бросали гранаты в арабские автобусы, закладывали бомбы на арабских рынках, в кафе и кинотеатрах.
В начале 1939 года Элиав (подпольная кличка Эйтан) был направлен в Польшу вместе с другими командирами «ЭЦЕЛа», где проходил курс по организации террора и партизанской войны под руководством польских офицеров. После публикации «Белой книги» 1939 года, смысл которой заключался в отказе от планов создания еврейского государства в Палестине, «ЭЦЕЛ» перенёс террористическую деятельность на британские объекты. Вернувшийся в Иерусалим Элиав с мая по август участвовал в подготовке взрывов в кинотеатре «Рекс», на Центральном почтамте и в Управлении радиовещания, подрыве подземных телефонных коммуникаций и электротрансформаторов, а также убийствах нескольких служащих британской уголовной полиции.
31 августа 1939 года, за день до начала Второй мировой войны, Элиав был арестован в Тель-Авиве вместе с другими лидерами «ЭЦЕЛа». После начала войны в руководстве организации произошёл раскол в вопросе о том, следует ли евреям Палестины присоединяться к борьбе Великобритании против нацистской Германии. Элиав оказался в числе членов «ЭЦЕЛа», поддержавших непримиримую позицию Авраама Штерна (Яира), и после освобождения из тюрьмы присоединился к новой подпольной группировке «ЛЕХИ». Вначале он был назначен командиром сил «ЛЕХИ» в Хайфе и на севере страны и руководил подготовкой взрыва в здании иммиграционного управления, совершённого в знак протеста против ограничения приёма еврейских беженцев из Европы. В 1941 году вошёл в национальный штаб «ЛЕХИ» как ответственный за планирование и подготовку кадров.

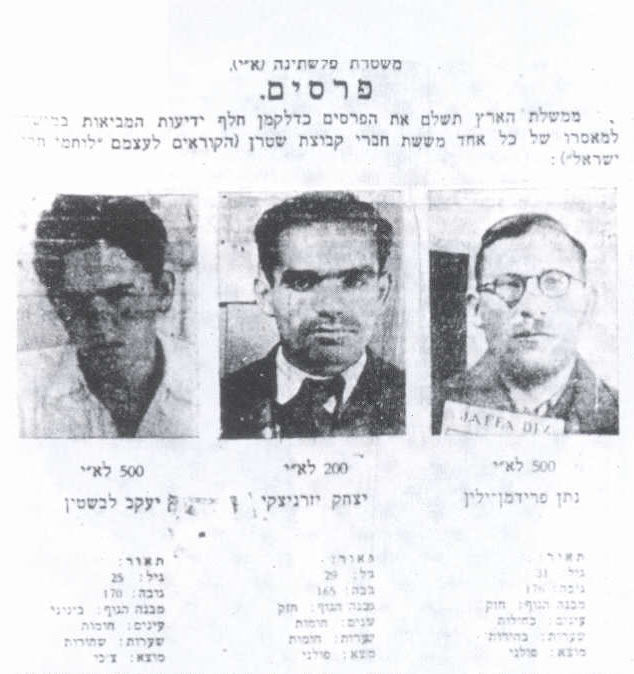
Яцек Езерницкий, Натан Фридман-Елин и Яков Левштейн (слева) на полицейской листовке

В январе 1942 года, в ходе штурма британскими полицейскими штаб-квартиры «ЛЕХИ» в Тель-Авиве, Элиав был ранен при попытке к бегству, арестован и после суда приговорён к пожизненному заключению. Вскоре после этого погиб основатель «ЛЕХИ» Штерн, и Элиав пришёл к выводу о необходимости объединения сил еврейского подполья. 24 декабря 1943 года ему удалось бежать из заключения, едва при этом не погибнув. Элиав был объявлен в розыск, за его поимку было назначено денежное вознаграждение. Тем не менее ему удалось вступить в контакт с руководством организации «Хагана» и совместно с ним работать над планом объединения действий, к которому позже присоединился и «ЭЦЕЛ». С формированием совместного командования Элиав был назначен командиром бригады «ЛЕХИ» и представителем этой организации в штабе, возглавляемом Ицхаком Саде.
Под руководством Элиава боевики «ЛЕХИ» в конце 1945 и начале 1946 годов осуществили ряд нападений на объекты британской военной и административной инфраструктуры в Палестине, а также убийство агента британской разведки Иосифа Давидеску. В 1946 году Элиав снова попал в руки британской полиции во время облавы в Рамат-Гане, но по дороге на процедуру опознания сумел бежать. В феврале 1946 года он перебрался в Египет, где занимался закупкой боеприпасов и планированием операций, в том числе сорвавшейся попытки подрыва британского эсминца «Шеврон», который занимался перехватом судов с нелегальными еврейскими иммигрантами.
В конце 1946 года недавно женившийся Элиав был направлен в Париж как командующий оперативной работой «ЛЕХИ» в Европе. Там он в первой половине 1947 года организовал ряд терактов на территории Великобритании, включая взрывы на лондонском почтамте, попытку подрыва министерства колоний и рассылку бомб в конвертах членам британского правительства. Одновременно от имени «ЛЕХИ» Элиав вёл переговоры с представителями Франции, в обмен на финансирование, поставки оружия и обучение бойцов на французской территории предлагая в том числе организовать контрподполье в Северной Африке для борьбы с арабскими националистами, а также позаботиться об усилении французского влияния в будущем независимом еврейском государстве. В итоге, однако, он был арестован на бельгийской границе с деталями письма-бомбы и в сентябре 1947 года приговорён бельгийским судом к восьми месяцам лишения свободы.
Элиав вернулся с семьёй в Палестину после начала Войны за независимость Израиля. Там он был назначен заместителем командира 89-го батальона коммандос (Моше Даяна) в бригаде Ицхака Саде. Он участвовал в захвате арабской деревни Бейт-Джибрин, после которого был замкнут котёл вокруг египетского войскового соединения в Фалудже; захвате Лахиша и Аль-Даваимы, открывшем израильским силам путь в Западную Иудею; и захвате форта Ирак-Суэйдан, контролировавшего подступы к Северному Негеву. После операции «Йоав», когда 89-й батальон получил статус резерва верховного командования АОИ, Элиав был назначен его командиром и участвовал в отражении египетского контрнаступления на Беэр-Шеву. Поражение египтян в этих боях и последовавший захват Ницаны силами 89-го батальона открыли перед израильскими войсками возможность установления контроля над всем Негевом и выхода к Красному морю.
По окончании боевых действий Элиав продолжил службу в АОИ как офицер по оперативному планированию Галилейского округа, офицер по оперативному планированию и командир батальона в бригаде «Голани» и командир офицерского тренировочного лагеря. Вышел в отставку в звании подполковника  («сган-алуф») в 1953 году. В 1955 году направлен в Европу с израильской военной миссией и провёл там несколько лет. По возвращении назначен руководителем системы безопасности Банка Израиля, участвовал в создании охранной компании «Бринкс Исраэль», директором которой оставался с 1965 по 1976 год. Позже занимался частным ювелирным бизнесом. Выпустил автобиографическую книгу «Разыскивается полицией» (ивр. מבוקש‎), вёл военную колонку в газете «Гаарец».
От жены Ханы у Элиава были две дочери (Ирит и Орна) и сын Даниэль. Яаков Элиав скончался в феврале 1985 года.